# Alchemilla barbata
Alchemilla barbata é uma espécie de rosácea do gênero Alchemilla, pertencente à família Rosaceae.